# آلونسو روئیس‌پالاسیوس
آلونسو روئیس‌پالاسیوس (انگلیسی: Alonso Ruizpalacios) کارگردان فیلم، و فیلم‌نامه‌نویس اهل مکزیک است.
وی همچنین برندهٔ جوایزی همچون خرس نقره‌ای برای بهترین فیلم‌نامه شده‌است.

## فیلمشناسی
- سفید پوست
- موزه